# Ляонин Шэньян Урбан
«Шэньян Урбан» (кит. 沈阳城市) — китайский футбольный клуб из провинции Ляонин, город Шэньян выступающий в третьей по значимости китайской лиге. Домашней ареной клуба является стадион Стадион Строительного университета Шэньяна вместимостью 12000 человек.

## История
Футбольный клуб «Шэньян Урбан» был основан бывшим футболистом Чжуан И в 2015 году. В клуб были приглашены некоторые игроки, ставшие свободными агентами после распада клуба «Шэньян Чжунцзе». 12 мая 2018 года команда на домашнем стадионе выиграла со счётом 7–1 у клуба «Баотоу Наньцзяо», Чжуан И вышел в основном составе и таким образом в возрасте 44 лет и 305 дней стал самым возрастным профессиональным игроком, выходившим на поле в профессиональных лигах Китая. Чжуан побил собственный рекорд 3 июня 2018 года, когда реализовал пенальти в победном матче против «Яньбянь Бэйго» (4–0). Таким образом, игрок стал еще самым возрастным игроком профессиональных лиг Китая, забившим гол. Он сделал это в возрасте 44 лет и 327 дней.

## Изменение названия
- 2015  Шэньян Сити (沈阳城市)
- 2016–н. в. Шэньян Урбан (沈阳城市)

## Достижения
- На конец сезона 2018 года[5]

Достижения по сезонам
| Сезон    | 2015 | 2016 | 2017 | 2018 |
| -------- | ---- | ---- | ---- | ---- |
| Дивизион | 4    | 3    | 3    | 3    |
| Место    | 4    | 8    | 12   | 6    |